# شعبة الدواب (حبيش)
شعبة الدواب محلة تابعة لقرية الزواحي، التابعة لعزلة كومان بمديرية حبيش إحدى مديريات محافظة إب في الجمهورية اليمنية، بلغ تعداد سكانها 24 حسب تعداد اليمن لعام 2004.